# Сільська проза
Сільська проза — напрямок в радянській літературі 1950-1980-х років, пов'язаний зі зверненням до традиційних цінностей в зображенні сучасного сільського життя.

## Походження поняття
Термін «сільська проза» має неоднозначне тлумачення. Насамперед під «сільською прозою» мають на увазі особливу творчу спільність, тобто це в першу чергу твори, об'єднані спільністю тем, постановкою морально-філософських і соціальних проблем. Для них характерне зображення непримітного героя-трудівника, наділеного життєвою мудрістю і великим моральним змістом. Письменники цього напряму прагнуть до глибокого психологізму в зображенні характерів, до використання місцевих висловів, діалектів. На цьому ґрунті виростає їх інтерес до історико-культурних традицій «радянського» народу, до теми спадкоємності поколінь. Щоправда, вживаючи в статтях і дослідженнях цей термін, автори завжди підкреслюють, що він носить елемент умовності, що використовують його у вузькому розумінні.
Однак не всіх письменників сільської теми це влаштовує, бо ряд творів значно виходить за рамки такого визначення, висвітлюючи проблематику духовного осмислення людського життя взагалі, а не тільки сільських жителів.

## Історія
Художня література про село, про людину-селянина і його проблеми протягом 70 років становлення і розвитку відзначена кількома етапами:
- 20-і роки в літературі були твори, в яких йшла полеміка про шляхи селянства, про землю. У творах І. Вольнова, Л. Сейфулліної, В. Іванова, Б. Пільняка, А. Неверова, Л. Леонова дійсність сільського укладу відтворювалася з різних ідейно-соціальних позицій.
- 30-50-ті роки — переважає жорсткий контроль над художньою творчістю. У творах Ф. Панфьорова «Бруски», «Сталеві ребра» А. Макарова, «Дівки» Н. Кочина, Шолохова «Піднята цілина» відбилися негативні тенденції в літературному процесі 30-50-х років.

Новизну в сільську прозу в 1950-х роках вніс Валентин Овечкін, який в своїх творах зумів сказати правду про стан післявоєнної села й розвіяти спотворене поняття про нього.
- 50-60 — ті роки — після викриття культу особи Сталіна і його наслідків відбувається активізація літературного життя в країні. Для цього періоду характерно художнє розмаїття. Художники усвідомлюють своє право на свободу творчої думки, на історичну правду років.